# François Thomazeau (écrivain)
Pour les articles homonymes, voir François Thomazeau et Thomazeau.
François Thomazeau, né le 13 avril 1961 à Lille, est un journaliste et écrivain français de romans policiers et de romans noirs qui fut, dans les années 1990, l'un des pionniers de la vogue du polar marseillais.
Il est le fils de Marcel Thomazeau (1922-2024), résistant et dirigeant de journaux régionaux.

## Biographie
En 1995, il publie La Faute à Dégun chez l'éditeur corse Misteri, qui devient l'un des premiers néo-polars situés dans la cité phocéenne avec Total Khéops de Jean-Claude Izzo et Trois jours d'engatse de Philippe Carrese, sortis la même année (et pour l'ouvrage de Carrese chez le même éditeur).
Derrière ces précurseurs - qui avaient été précédés en 1981 par Jean Contrucci (La Poisse, réédité sous le titre Pris au piège en 2000, Comme un cheval fourbu, en 1984 et Un jour tu verras en 1987, réédité en 2009) puis par Michèle Courbou en 1994 avec Les Chapacans - de nombreux auteurs vont s'engouffrer dans la brèche et relancer par le biais du roman noir, la littérature populaire à Marseille. On peut citer René Merle, Gilles Del Pappas, Jean-Paul Delfino, Georges Foveau, Xavier-Marie Bonnot, Maurice Gouiran, Jean-Christophe Duchon-Doris, Annie Barrière ou Serge Scotto, qui tous pratiquent le genre policier à Marseille.
Après La Faute à Dégun, Thomazeau se lança dans la série des "RMistes justiciers", narrant les aventures rocambolesques de deux "pieds nickelés" marseillais, Schram & Guigou. La critique sociale affleure sous la forme cocasse de ces ouvrages publiés notamment dans la collection économique Librio.
À partir des années 2000, il se consacre à l'édition. Il a ainsi fondé avec Patrick Coulomb, Michel Martin-Roland, Jean-Christophe Duchon-Doris et Pierre Sérisier, la maison d'édition L'Ecailler du sud (renommée L'Écailler).
Il publie près de 150 ouvrages parus en dix ans, dont certains (Xavier-Marie Bonnot, Philip McLaren ou Joachim Sebastiano Valdez) font une importante carrière poche ou à l'étranger.
En 2010, il participe au lancement de l'aventure éditoriale « Au-delà du raisonnable » en y publiant un nouveau polar socio-comique : Consulting. Il publie également chez cet éditeur La Fille au caoutchouc, roman de mœurs tragicomique en 2018.
En 2012, il inaugure la collection Cœur Noir, aux éditions de l'Archipel avec Les Anneaux de la honte.
En 2018, il publie dans la collection Sang Neuf, chez Plon, le premier volet d'une trilogie sur les rapports entre la criminalité et la politique à Marseille: Marseille Confidential. L'ouvrage, qui se situe en 1936 à la veille des élections qui vont porter au pouvoir le Front populaire, est ensuite réédité en poche chez 10/18. Le deuxième volet, Marseille brûle-t-il, paraît en 2021 et le troisième, Terminus Marseille, en 2024 aux éditions Gaussen.
Parallèlement, François Thomazeau a rédigé des guides "bistronomiques" aux éditions Parigramme : Au vrai zinc parisien et Brasseries de Paris, ainsi qu'un Guide du Marseille insolite et un Guide du promeneur de Marseille avec le photographe Sylvain Ageorges.
Sa passion pour la ville où il a grandi lui donne l'occasion de publier en 2012 une brève histoire de Marseille (Marseille, quelle histoire! aux éditions Gaussen) ainsi qu'un roman historique sur la cité phocéenne, Marseille, une biographie aux éditions Stock
Également journaliste sportif, il a longtemps été chef du service des sports de l'agence Reuters à Paris et a obtenu en 2005 le Prix du meilleur article sportif de l'année décernée par l'Union syndicale des journalistes sportifs de France (USJSF) (ancien prix Martini).
Dans ce domaine, il a publié avec Fabrice Abgrall : 1936: La France à l'épreuve des Jeux olympiques de Berlin, aux éditions Alvik, et en 2008, toujours avec Fabrice Abgrall, la Saga des Mousquetaires, chez Calmann-Levy. Avec le même Fabrice Abgrall, en 2011, Coupe Davis 1991 - Naissance de la France qui gagne, puis deux ouvrages sur Roger Federer et Rafael Nadal aux éditions En Exergue. Thomazeau a cosigné le scénario d'un film sur le dopage Contre la montre, réalisé en 2001 par Jean-Pierre Sinapi. En 2007, il a publié deux livres sur le rugby, Rugby Nostalgie - l'album d'une passion, aux éditions Hors Collection et un Petit guide de survie à l'usage de ceux qui ne comprennent rien au rugby, chez Pascal Petiot. En 2010, il publie un ouvrage sur Les lieux mythiques du sport à Paris, chez Parigramme. En 2014 paraît aux éditions First L'Imposture du sport, qui passe en revue les dérives du sport business. Enfin en 2019, Thomazeau dirige l'ouvrage collectif Histoire secrète du sport aux éditions La Découverte.
François Thomazeau est aussi traducteur de l'anglais (Philip McLaren, Nury Vittachi, Owen Thomas, Steve Earle).
Musicien occasionnel, il a fait partie des groupes Toto & les Engatses, Special Service, Ragazzi, Paparazzi, les Contribuables, les Chers Disparus (un album en 1992) et Lazy Days. Il sort un album en 2012 sous le sobriquet de Sauveur Merlan (Le Magnifique album de Sauveur Merlan).
En 2021, François Thomazeau devient directeur de la rédaction du magazine Bastille.

## Œuvres

### Romans
- 1996. La Faute à Dégun, Méditorial
- 1997. Qui a tué Monsieur Cul ?, Librio Noir
- 1998. Qui a noyé l’Homme Grenouille ?, Librio Noir
- 2000. Bonne Mère, Écailler du suD
- 2000. Qui a occis le curé ?, L’Écailler du suD
- 2002. Qui a brûlé le Diable ?, Librio Noir
- 2002. Sang et Mort, Adcan Éditions
- 2003. Sans queue ni tête, L’Écailler du Sud
- 2003. Anges à Tuer rue Paradis, (avec J.C. Duchon-Doris), L'Écailler
- 2005. Qui a planté Harry Cover ?, L'Écailler
- 2007. Tontons, Éditions Rouge Safran
- 2010. Le maillot jaune s'est échappé, Éditions Comédia
- 2010. Consulting, Éditions Au-delà du raisonnable
- 2012. Les Anneaux de la honte, L'Archipel
- 2013. Marseille, une biographie, Stock
- 2018. Marseille confidential, Plon, coll. « Sang neuf »
- 2018. La Fille au caoutchouc, Au-delà du raisonnable.
- 2021. Marseille brûle-t-il?, Éditions Gaussen
- 2023. Mister Nice. Éditions Érick Bonnier.
- 2024. La Reine des sirènes. L'Écailler
- 2024. Terminus Marseille. Éditions Gaussen.

### Souvenirs
2012. Minot, Le Fioupélan

### Poésie
- 2022. Surf, Melmac Cat

### Nouvelle
2004. Onze fois l'OM : Le Tacle et la plume, Éditions L'Écailler du Sud

### Documents
- 2003. Tour de France, un siècle de légendes, Pearson
- 2004. Au vrai zinc parisien (avec Sylvain Ageorges), Parigramme
- 2006. Berlin  1936 : La France à l’épreuve des Jeux olympiques (avec Fabrice Abgrall), Alvik
- 2006. Brasseries de Paris (avec Sylvain Ageorges), Parigramme
- 2007. Marseille insolite. Les trésors cachés de la cité phocéenne (avec Sylvain Ageorges), Les Beaux Jours
- 2007. Rugby Nostalgie, Hors Collection
- 2007. Petit guide de survie à l’usage de ceux qui ne comprennent rien au rugby, Pascal Petiot
- 2007. Le Tour de notre enfance, Le Layeur
- 2008. La Saga des Mousquetaires (avec Fabrice Abgrall), Calmann-Levy
- 2008. Ma grande encyclopédie: les Jeux Olympiques (avec Baptiste Blanchet), Éditions Milan
- 2008. Les Lieux mythiques du sport à Paris (avec Sylvain Ageorges), Parigramme
- 2009. Provence Quiz, Parigramme
- 2011. Guide du promeneur de Marseille, Les Beaux Jours
- 2011. Mods, la Révolte par l'Élégance, Le Castor Astral
- 2011. Coupe Davis 1991 - Naissance de la France qui gagne (avec Fabrice Abgrall), Hugo & Cie
- 2012. Marseille, quelle histoire! (avec Caroline Sury), Éditions Gaussen
- 2012. 1 000 chansons françaises (avec Christian-Louis Eclimont), Editions Flammarion
- 2014. Carnets du Tour, L'Archipel
- 2014. L'imposture du sport, Editions First
- 2014. Faces B, Hors Collection
- 2015. Guide du Tour 2015, L'Archipel
- 2016. Univers Pop, Le Castor Astral
- 2018. Les Marseillais (avec Patrick Coulomb), Ateliers Henry Dougier
- 2018. The Cycling Podcast: A journey through the cycling year, (with Richard Moore, Lionel Birnie, Daniel Friebe, Orla Chennaoui), Yellow Jersey
- 2018. The Who Cover, Le Layeur
- 2018. L'histoire de la Coupe du monde de football pour les Nuls, First
- 2018. Au vrai zinc de Paris (avec  Sylvain Ageorges), Parigramme
- 2019. Histoire secrète du sport, Éditions La Découverte
- 2019. Marseille Quiz, Les Beaux Jours
- 2020. Bad boys du rugby, Solar
- 2020. Le Tour, le Dico, En Exergue
- 2021. Roger Federer, le plus grand de tous les temps. (avec Fabrice Abgrall) En Exergue.
- 2024. Rafael Nadal, le plus grand de tous les temps. (avec Fabrice Abgrall) En Exergue.
- 2024. Bad boys and girls du tennis. Solar.

### Traductions
- 2003. Tueur d’aborigènes, de Philip McLaren ; L’Écailler du suD/Folio
- 2005. Feng Shui Détective, de Nury Vittachi ; L’Écailler du suD
- 2007. Cadwallon, d’Owen Thomas ; L’Écailler
- 2012. Je ne quitterai pas ce monde en vie, de Steve Earle ; L'Écailler
- 2016. Bolt, la suprématie, de Richard Moore ; Hugo
- 2017. La Journaliste, de Christina Kovac ; Hugo
- 2018. Irrespirable, de Olivia Kiernan ; Hugo
- 2020. Pense à ceux que tu aimes, de Heather Chavez ; Michel Lafon.
- 2020. Dopage organisé, de Grigory Rodchenkov; Michel Lafon
- 2021. A star is bored, de Byron Lane; Michel Lafon